# Sankt Blasen
Sankt Blasen is een plaats en voormalige gemeente in de Oostenrijkse deelstaat Stiermarken. Het is een van de twee ortschaften van de gemeente Sankt Lambrecht, die deel uitmaakt van het district Murau.
De gemeente Sankt Blasen telde op 31 oktober 2013 555 inwoners. In 2015 ging ze bij een herindeling op in gemeente Sankt Lambrecht.
Stadsgemeenten:
Murau ·
Oberwölz

Marktgemeenten:
Mühlen ·
Neumarkt in der Steiermark ·
Sankt Lambrecht ·
Sankt Peter am Kammersberg
Scheifling ·

Overige gemeenten:
Krakau ·
Niederwölz ·
Ranten ·
Sankt Georgen am Kreischberg ·
Schöder ·
Stadl-Predlitz ·
Teufenbach-Katsch
- Gemeinsame Normdatei: 7705516-0
- Virtual International Authority File: 244353534